# Liste der Biografien/Pt
Liste der Biografien |
Portal Biografien |
Personensuche
# |
A |
B |
C |
D |
E |
F |
G |
H |
I |
J |
K |
L |
M |
N |
O |
P |
Q |
R |
S |
T |
U |
V |
W |
X |
Y |
Z |
?
 
Pa |
Pc |
Pe |
Pf |
Ph |
Pi |
Pj |
Pk |
Pl |
Pm |
Pn |
Po |
Pr |
Ps |
Pt |
Pu |
Pv |
Pw |
Py
Die Liste der Biografien führt alle Personen auf, die in der deutschsprachigen Wikipedia einen Artikel haben. Dieses ist eine Teilliste mit 104 Einträgen von Personen, deren Namen mit den Buchstaben „Pt“ beginnt.

## Pt

### Pta
- Ptáček, Adam (* 1980), tschechischer Stabhochspringer
- Ptacek, Fátima (* 2000), US-amerikanische Schauspielerin und Model
- Ptáček, František (* 1975), tschechischer Eishockeyspieler
- Ptacek, Janka (* 1972), deutsche Autorin im Bereich Fantasy, Science-Fiction, Kinder- und Jugendbuch
- Ptacek, Rainer (1951–1997), deutsch-amerikanischer Gitarrist und Liedermacher
- Ptáčková, Štěpánka (* 2002), tschechische Skispringerin
- Ptáčník, Adam (* 1985), tschechischer Bahnradsportler
- Ptáčník, Karel (1921–2002), tschechischer Schriftsteller
- Ptáčníková, Jiřina (* 1986), tschechische Stabhochspringerin
- Ptáčníková, Lenka (* 1976), tschechisch-isländische Schachspielerin
- Ptaczynski, Heinz (* 1953), deutscher Fußballspieler
- Ptahchenu, Aufseher im Palast des Pharao
- Ptahemwia (Sakkara), altägyptischer Beamter
- Ptahemwia (Tutanchamun), altägyptischer Beamter
- Ptahhotep, altägyptischer Wesir und Stadtverwalter
- Ptahhotep, Wesir im alten Ägypten zur Zeit des Neuen Reichs
- Ptahmose, altägyptischer Bildhauer
- Ptahmose, altägyptischer Bürgermeister von Memphis
- Ptahmose, altägyptischer Goldschmied
- Ptahmose, altägyptischer Steinschneider
- Ptahmose, Schatzmeister
- Ptahmose, Wesir
- Ptahmose, Wesir im alten Ägypten zur Zeit des Neuen Reichs
- Ptahmose I., Hohepriester des Ptah
- Ptahmose II., Hohepriester des Ptah
- Ptahschepses, altägyptischer Wesir
- Ptahschepses, Prinz der altägyptischen 6. Dynastie
- Ptahschepses (Beamter, 5. Dynastie), Beamter
- Ptahschepses (Beamter, 4./5. Dynastie), Beamter
- Ptahschepses Impy, altägyptischer Wesir
- Ptahudjanchef, Herrscher von Herakleopolis
- Ptak, Ewelina (* 1987), polnische Sprinterin
- Pták, Jiří (* 1946), tschechoslowakischer Ruderer
- Ptak, Krzysztof (1954–2016), polnischer Kameramann
- Ptak, Paweł (* 1983), polnischer Sprinter
- Ptak, Ralf (* 1960), deutscher Wirtschaftswissenschaftler
- Ptak, Roderich (* 1955), deutscher Sinologe
- Ptak, Susanne (* 1964), deutsche Schriftstellerin
- Ptaschkina, Tetjana (* 1993), ukrainische Dreispringerin
- Ptaschnyk, Wiktorija (* 1983), ukrainische Juristin und Politikerin
- Ptashne, Mark (* 1940), US-amerikanischer Molekularbiologe und Professor am Memorial Sloan-Kettering Cancer Center
- Ptasiński, Jan (1921–2015), polnischer Politiker, Mitglied des Sejm (PZPR), Botschafter
- Ptassek, Peter (* 1961), deutscher Diplomat
- Ptaszyńska, Marta (* 1943), polnische Komponistin und Musikpädagogin

### Pte
- Ptehemwia, altägyptischer Umrisszeichner

### Pti
- Ptiluc (* 1956), belgischer Comiczeichner

### Ptk
- PTK (* 1988), deutscher Rapper

### Pto
- Ptok, Friedhelm (* 1933), deutscher Schauspieler und Synchronsprecher
- Ptok, Uwe (* 1963), deutscher Fußballspieler
- Ptolemaeus († 40), König von Mauretanien (23–40)Ptolemaeus († 40)

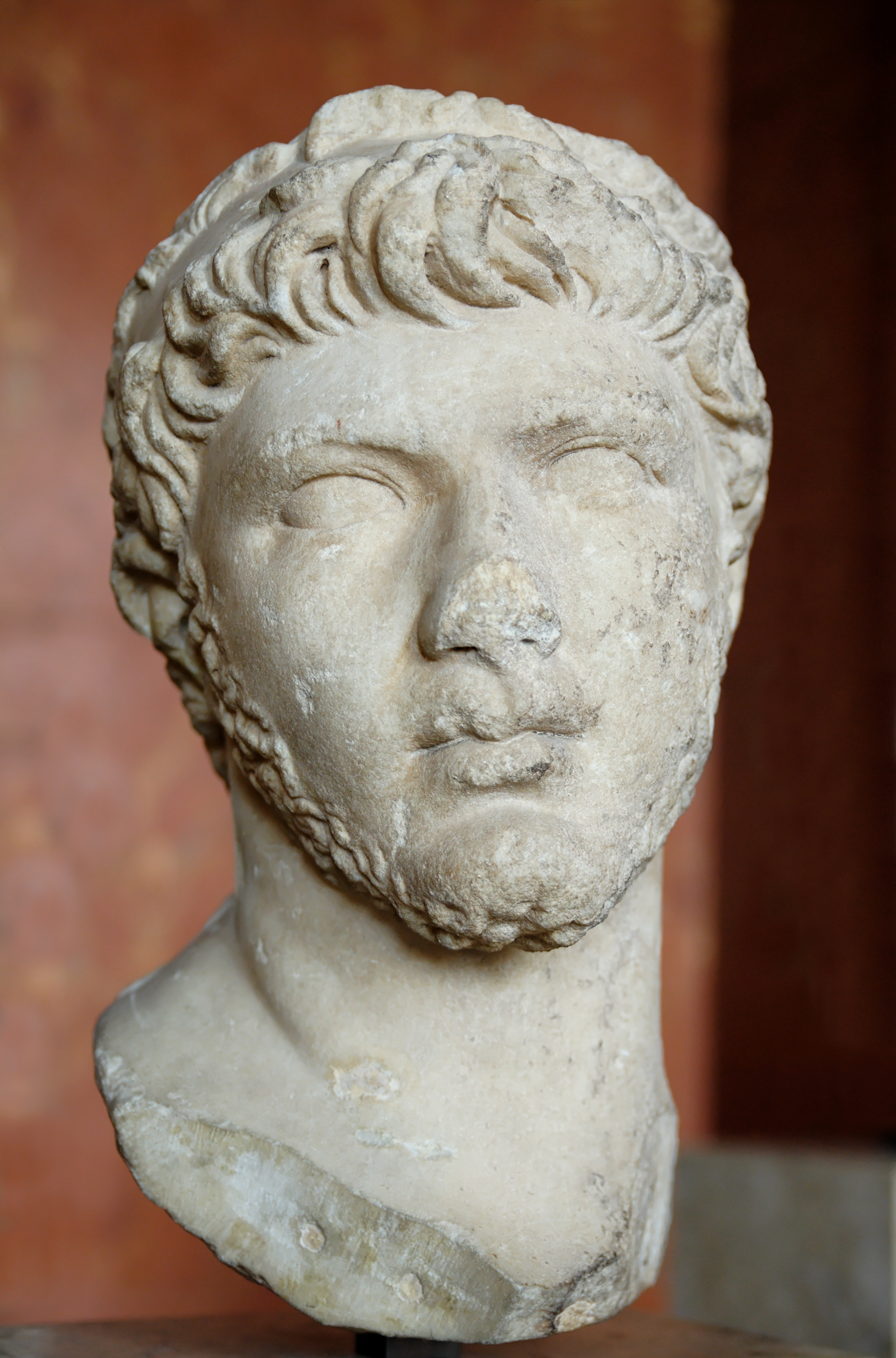
Ptolemaeus († 40)

- Ptolemaeus Mennaei († 40 v. Chr.), Herrscher des Fürstentums von Chalkis
- Ptolemaios, Alexanderpriester
- Ptolemaios, antiker griechischer Philosoph
- Ptolemaios, Biograph, Statthalter der Ptolemäer auf Zypern
- Ptolemaios, Infanterieoffizier Alexanders des Großen
- Ptolemaios, König der Molosser und Hegemon der Epiroten
- Ptolemaios, militärischer Befehlshaber (Strategos) in der Gegend von Jericho
- Ptolemaios, Statthalter der Seleukiden in Koilesyrien und Phönizien
- Ptolemaios, Stratege von Koilesyrien und Phönikien
- Ptolemaios († 334 v. Chr.), Leibwächter Alexanders des Großen
- Ptolemaios († 309 v. Chr.), Neffe des Antigonos Monophthalmos, Stratege in Griechenland
- Ptolemaios († 130 v. Chr.), Satrap und späterer König von Kommagene
- Ptolemaios († 58 v. Chr.), König von Zypern
- Ptolemaios, gnostischer Lehrer
- Ptolemaios († 272 v. Chr.), Sohn Pyrrhos’ I., Thronerbe von Eprius
- Ptolemaios Andromachou, wahrscheinlich Sohn des Ptolemaios II.
- Ptolemaios Apion († 96 v. Chr.), König von Kyrene
- Ptolemaios Chennos, griechischer Schriftsteller
- Ptolemaios der Sohn († 259 v. Chr.), Mitregent des Königs Ptolemaios II. in Ägypten (267–259 v. Chr.)
- Ptolemaios Eupator († 152 v. Chr.), König von Ägypten
- Ptolemaios I., erster Herrscher der Ptolemäerdynastie und König von ÄgyptenPtolemaios I.

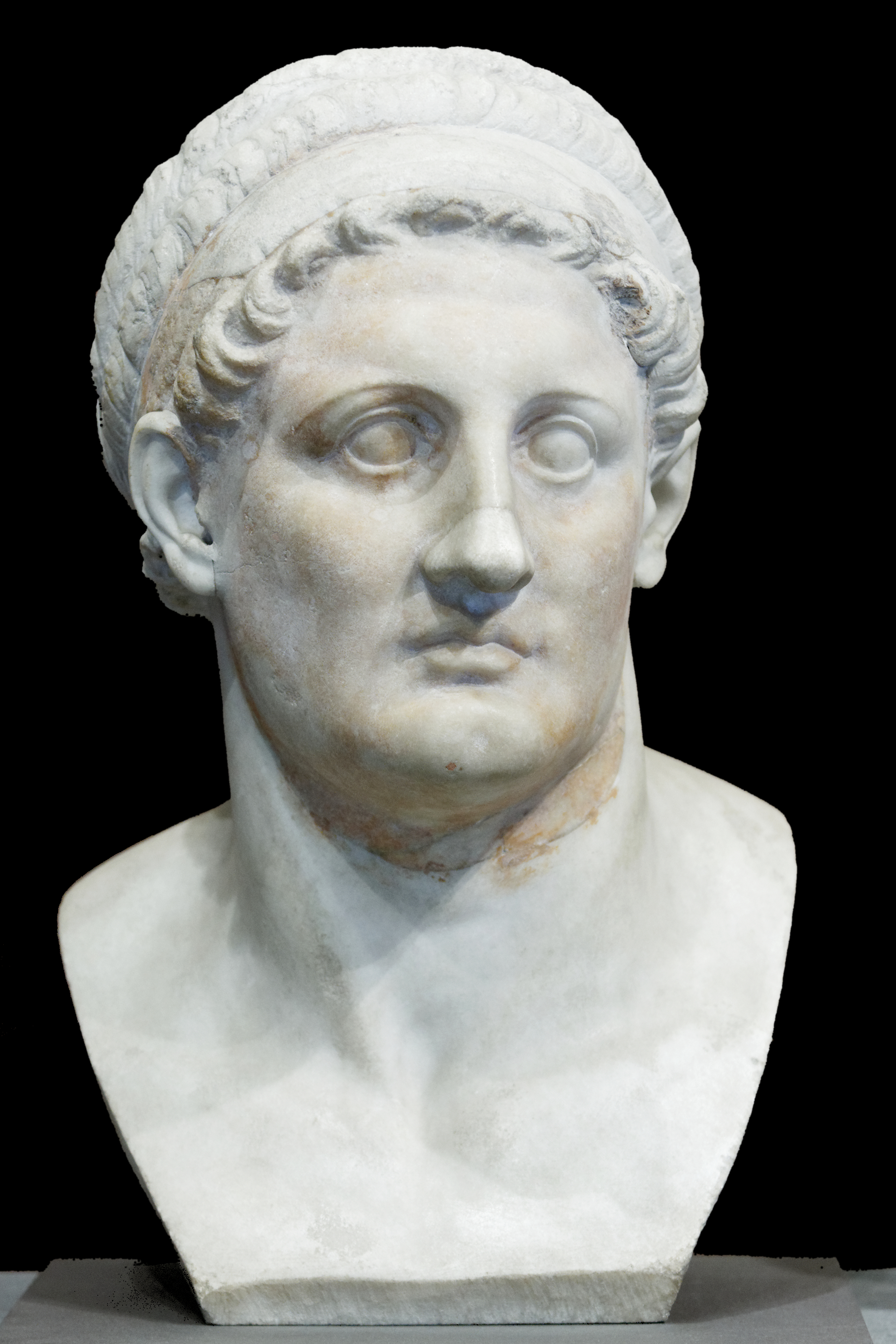
Ptolemaios I.

- Ptolemaios II. (308 v. Chr.–246 v. Chr.), König der Ptolemäer (285 v. Chr.–246 v. Chr.) und Alleinherrscher seit 283/282 v. Chr.
- Ptolemaios III. († 222 v. Chr.), König von Ägypten (246 v. Chr.–222 v. Chr.)
- Ptolemaios IV. (245 v. Chr.–204 v. Chr.), König von Ägypten
- Ptolemaios IX., König von Ägypten
- Ptolemaios Keraunos († 279 v. Chr.), König von Makedonien
- Ptolemaios Makron († 163 v. Chr.), Statthalter der Ptolemäer in Zypern und der Seleukiden in Koilesyrien und Phönizien
- Ptolemaios Memphites († 130 v. Chr.), Sohn des ägyptischen Königs Ptolemaios VIII. und der Kleopatra II.
- Ptolemaios Philadelphos (* 36 v. Chr.), Sohn von Kleopatra VII. und Marcus Antonius
- Ptolemaios V. (210 v. Chr.–180 v. Chr.), König von Ägypten
- Ptolemaios VI. († 145 v. Chr.), König von Ägypten
- Ptolemaios VII., ägyptischer Prinz aus der Dynastie der Ptolemäer
- Ptolemaios VIII. († 116 v. Chr.), ägyptischer König
- Ptolemaios von Aloros († 365 v. Chr.), König von Makedonien
- Ptolemaios X. († 88 v. Chr.), König von Ägypten
- Ptolemaios XI. († 80 v. Chr.), König von Ägypten
- Ptolemaios XII. († 51 v. Chr.), König von Ägypten
- Ptolemaios XIII. (61 v. Chr.–47 v. Chr.), jüngerer Bruder und Gatte von Kleopatra VII.
- Ptolemaios XIV. († 44 v. Chr.), König von Ägypten aus der Dynastie der Ptolemäer
- Ptolemaios XV. (47 v. Chr.–30 v. Chr.), König (Mitregent) 44–30 v. Chr. von Ägypten
- Ptolemaios, Sohn des Seleukos († 333 v. Chr.), makedonischer Offizier
- Ptolemais, Tochter des Ptolemaios I. von Ägypten, Ehefrau von Demetrios I. Poliorketes
- Ptolemais von Kyrene, antike griechische Musiktheoretikerin
- Ptolemäus, Märtyrer und Heiliger
- Ptolemäus von Nepi, legendärer erster Bischof von Nepi
- Ptolemäus, Claudius, griechischer Mathematiker, Geograph und AstronomClaudius Ptolemäus

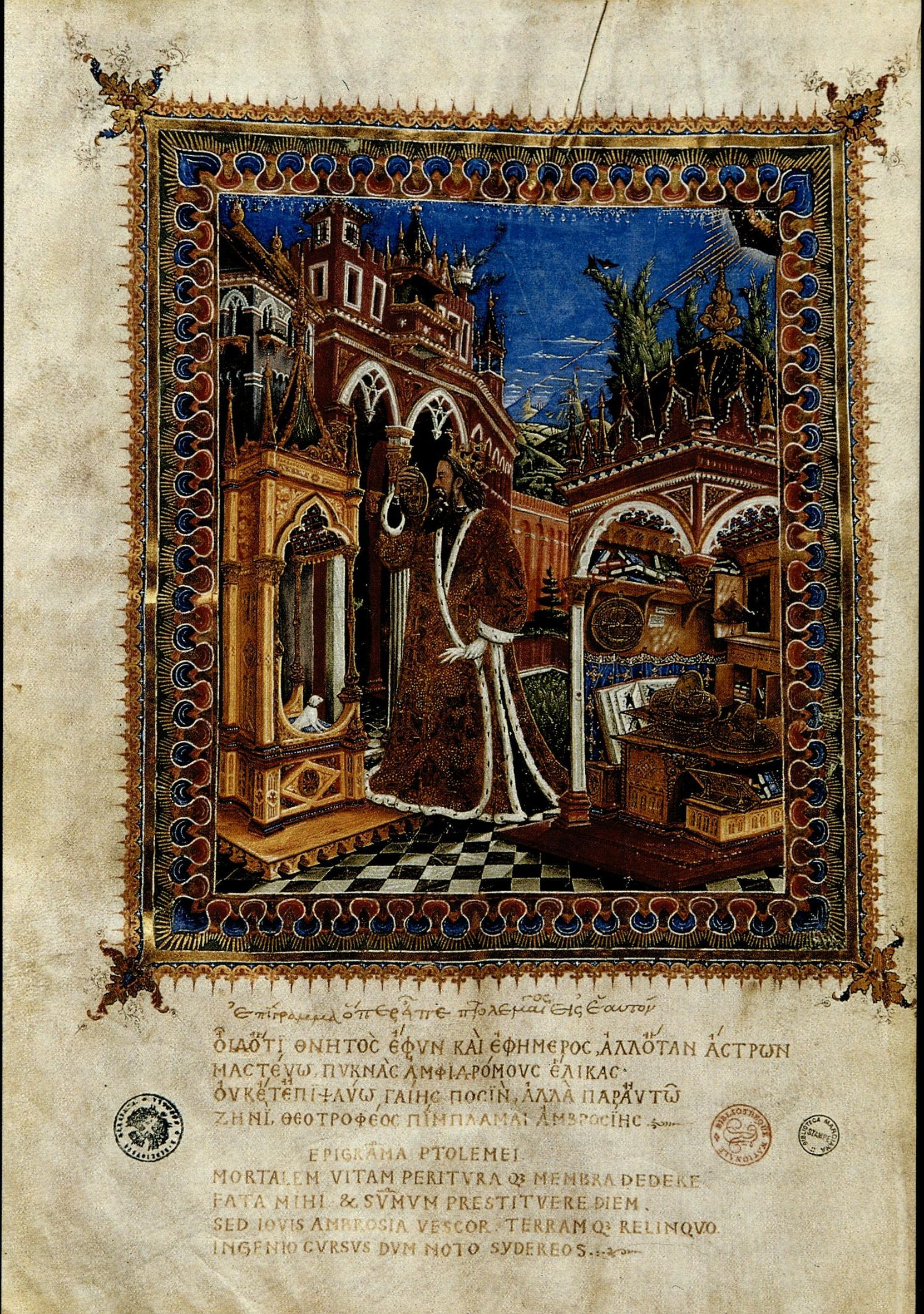
Claudius Ptolemäus

- Ptoon-Maler, griechischer Vasenmaler

### Pts
- Ptschelin, Waleri Pawlowitsch (* 1962), sowjetisch-russischer Bildhauer
- Ptschelinzew, Alexei (* 1991), kasachischer Skispringer
- Ptscheljakow, Andrei (* 1972), kasachischer Eishockeystürmer
- Ptschelnik, Darja (* 1981), belarussische Hammerwerferin
- Ptschilka, Olena (1849–1930), ukrainische Schriftstellerin, Journalistin und Ethnologin

### Ptu
- Ptucha, Mychajlo (1884–1961), ukrainisch-sowjetischer Statistiker, Demograph und Ökonom
- Ptuschko, Alexander Lukitsch (1900–1973), sowjetischer Filmregisseur und Drehbuchautor